# General Electric Windenergy

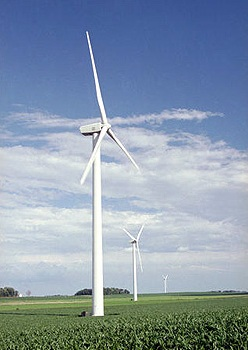
General Electric 1,5 MW windturbine

General Electric Windenergy is een Amerikaanse fabrikant van windturbines. Het maakt onderdeel uit van GE Renewable Energy wat weer deel uitmaakt van het grote General Electric.

## Geschiedenis
Het bedrijf zag het licht in 1980 als Zond Systems. In 1996 kocht het de octrooien voor de variabele snelheidstechnologie van de failliete concurrent Kenntech. In 1997 kreeg Zond een kapitaalinjectie door een overname door Enron. Direct daarna werd de Duitse fabrikant Tacke overgenomen. Na een groot boekhoudschandaal ging Enron failliet. General Electric kocht de windturbinetak van Enron uit de failliete boedel.
Vrij snel na de overname ontstond er een juridisch conflict met de Duitse windturbinefabrikant Enercon over de octrooien met betrekking tot de variabele snelheidstechnologie. Dit werd uiteindelijk buiten de rechtszaal om geregeld. 
In 2016 nam het LM Wind Power, de grootste onafhankelijke wiekenbouwer ter wereld, over voor 1,5 miljard euro. Ongeveer een op de vijf windturbines is uitgerust met wieken van LM.

## Activiteiten
General Electric Windenergy is een onderdeel van GE Renewable Energy. Hierin zijn ook de activiteiten van GE voor waterkrachtcentrales opgenomen. Dit bedrijfsonderdeel telt 22.000 medewerkers in 2018.
Het Amerikaanse hoofdkantoor van GE Renewable Energy's onshore wind staat in Schenectady. Het Europese hoofdkantoor van GE Renewable Energy's LM Wind Power business staat in Kolding, Denemarken. In Amsterdam is er ook een kantoor.
GE maakt windturbines met een vermogen van 1,7 megawatt (MW) tot 4,8 MW voor plaatsing op land. Voor zee heeft het turbines met een vermogen van 6 MW tot 12 MW.